# Heathrow Terminals 2, 3
Heathrow Terminals  2, 3 – jedna z trzech stacji metra londyńskiego, a dokładniej Piccadilly line, na terenie lotniska Heathrow, największego portu lotniczego w Wielkiej Brytanii. Jak wskazuje nazwa, przeznaczona jest dla osób korzystających z terminali 2 i 3 na lotnisku. Stację otwarto w 1977 roku jako Heathrow Central. W 1986 roku zaczęła funkcjonować jako Heathrow Terminals 1,2,3 - przemianowano ją dla odróżnienia od otwartej wówczas stacji przy terminalu 4. Kiedy w 2015 zamknięto terminal 1, stacja uzyskała swoją obecną nazwę. W roku 2008 skorzystało z niej ok. 8,09 mln pasażerów. W systemie londyńskiej komunikacji miejskiej należy do szóstej strefy biletowej.

## Galeria

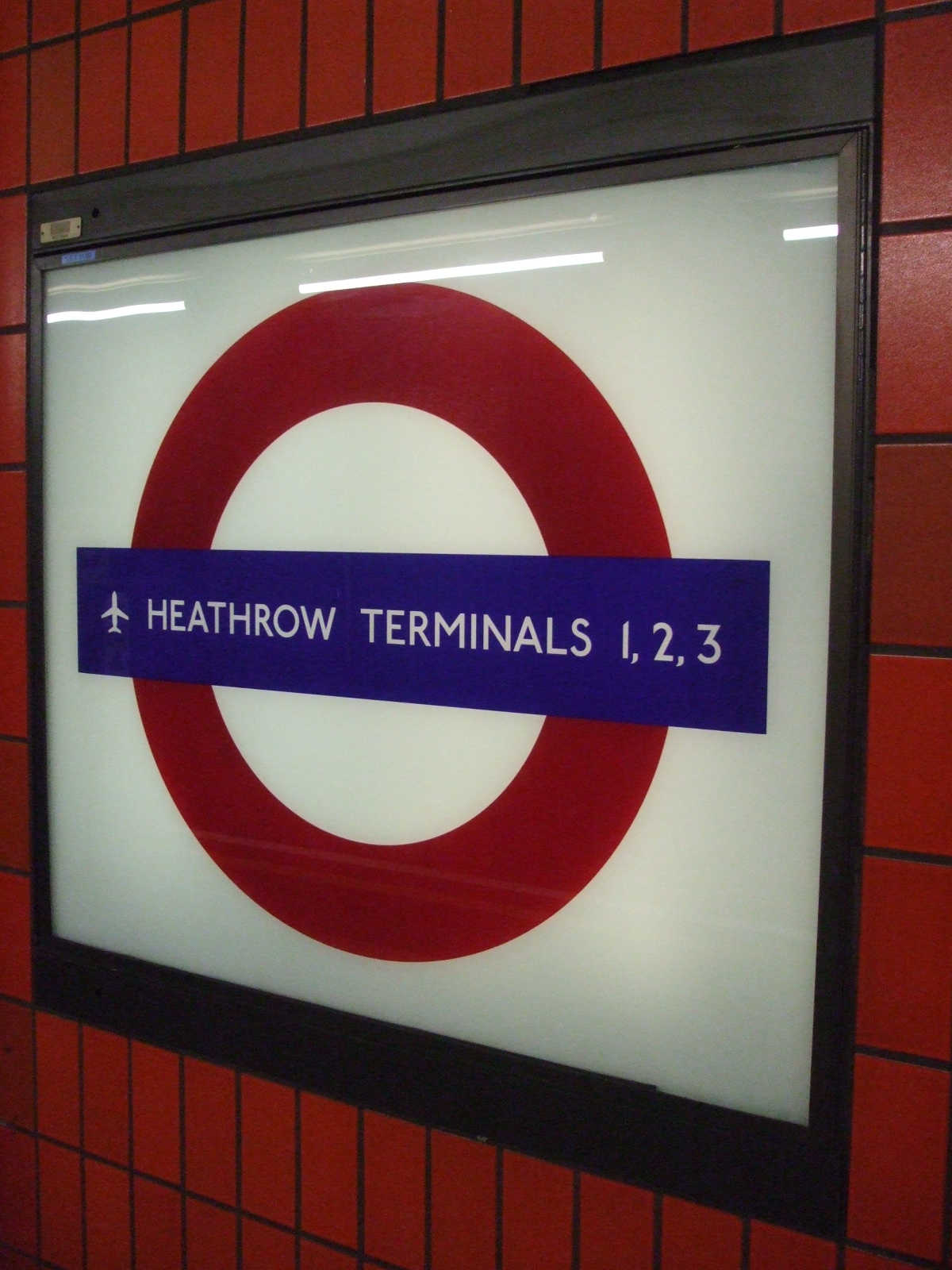
Logo stacji
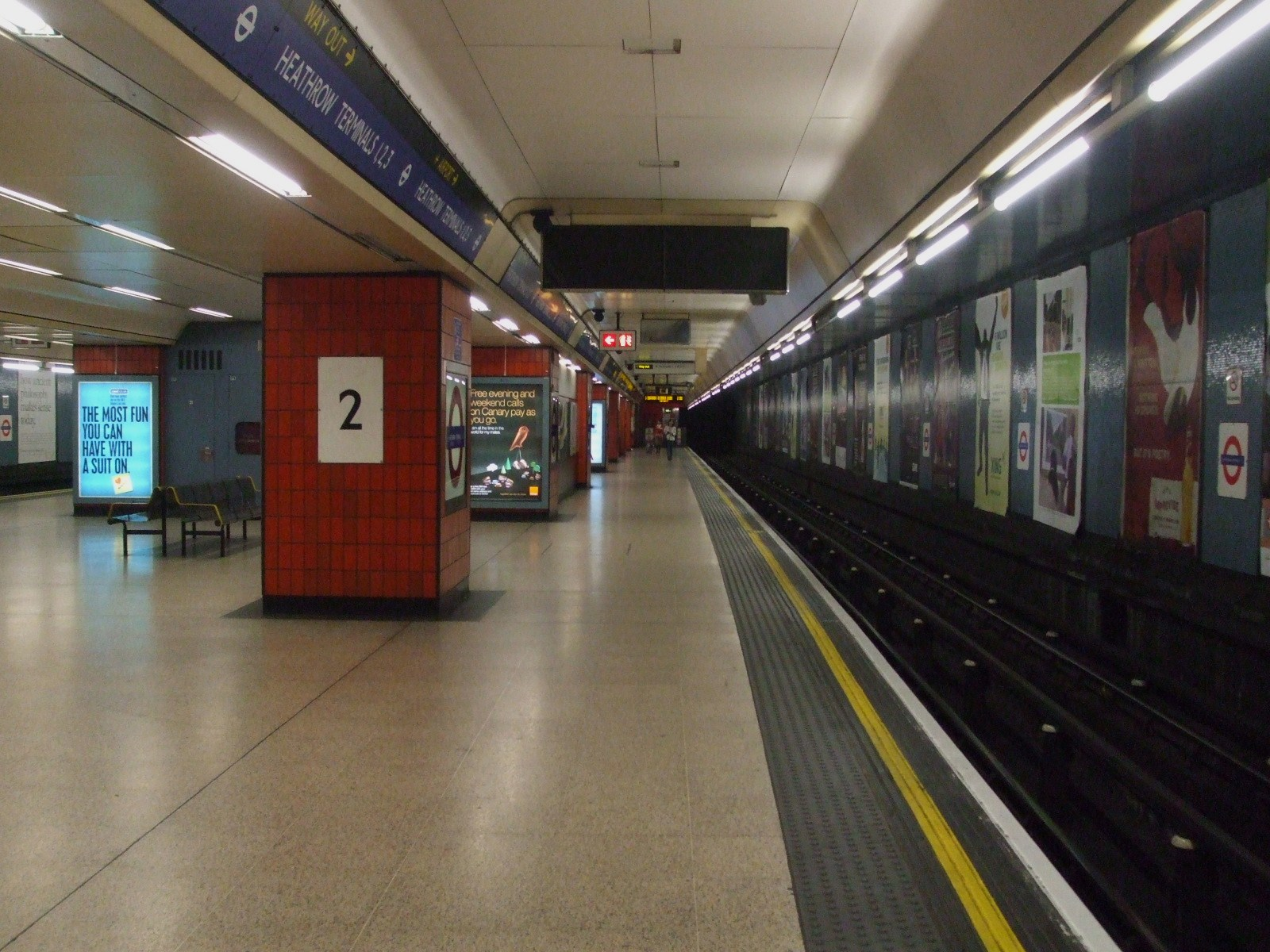
Jeden z peronów
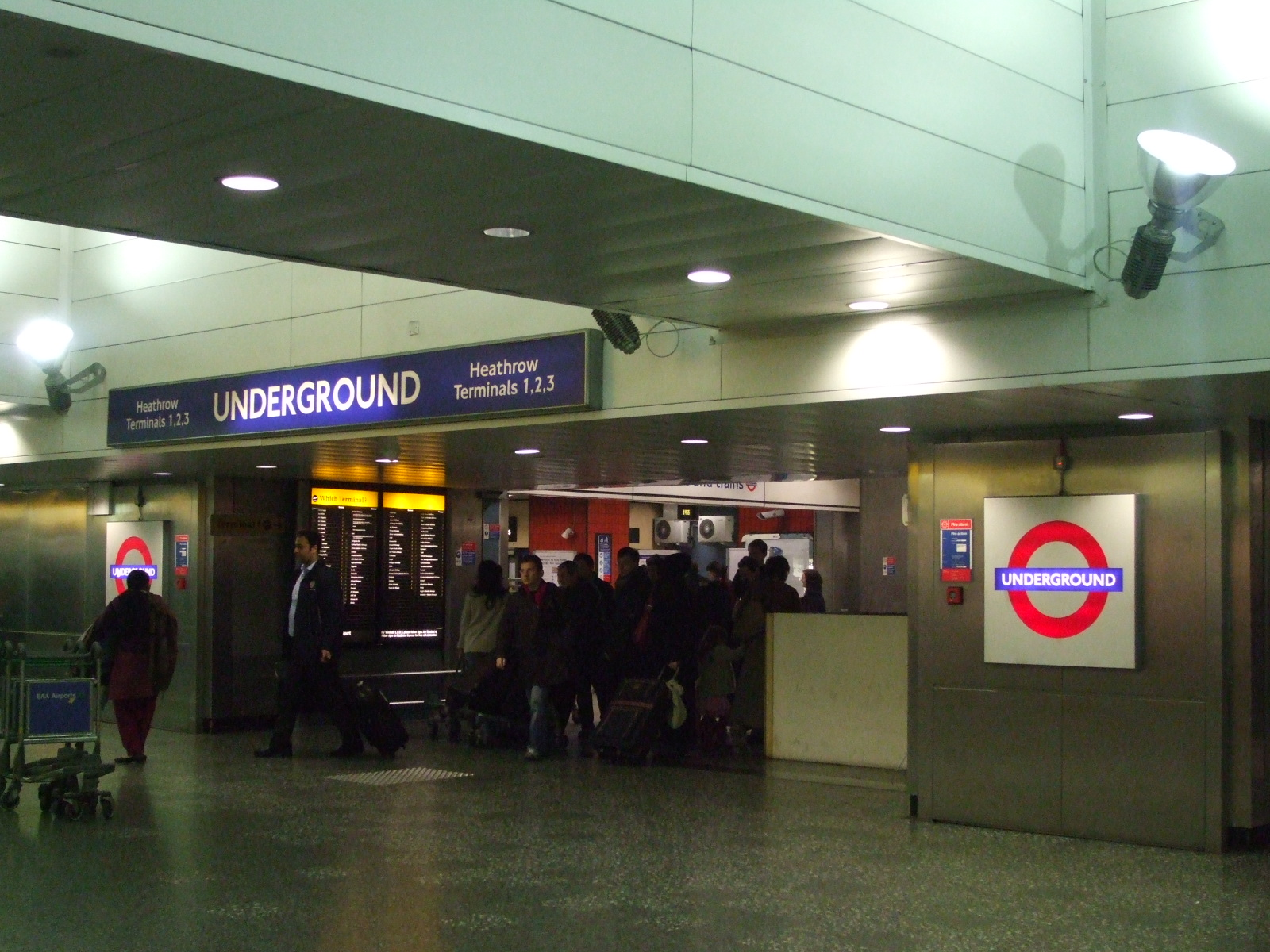
Wejście na stację bezpośrednio z budynków lotniska